# Wuppertaler Schwebebahn
El monorriel de Wuppertal (en alemán: Wuppertaler Schwebebahn) es un tren monorriel suspendido en Wuppertal, Alemania. Su nombre completo es "tren monorriel de suspensión sistema Eugen Langen" (Einschienige Hängebahn System Eugen Langen). Diseñado por Eugen Langen para venderlo a la ciudad de Berlín, la instalación con estaciones elevadas fue construida en Barmen, Elberfeld y Vohwinkel entre 1897 y 1903; la primera vía fue inaugurada en 1901. El Schwebebahn sigue en uso hoy en día como un sistema de transporte urbano local, con 25 millones de pasajeros por año (2008). Es el sistema de transporte por monorriel más antiguo en el mundo.
El ferrocarril suspendido se desplaza por una ruta de 13,3 km de longitud, a unos 12 metros por encima de la superficie del río Wupper entre Oberbarmen y Sonnborner Straße (10 km) y aproximadamente a 8 m por encima de las calles de la ciudad, entre Sonnborner Straße y Vohwinkel (3,3 km).  En un punto el ferrocarril cruza la autopista A46. El viaje completo dura unos 30 minutos. El Schwebebahn opera dentro de la asociación de transporte VRR y acepta los billetes emitidos por las empresas VRR.

## Historia
En 1824, el inglés Henry Robinson Palmer presentó por primera vez al mundo un sistema de ferrocarril que se diferenciaba de todas las formas de construcción anteriores. Era básicamente un ferrocarril suspendido de un solo riel en los coches que eran tirados por caballos. A Friedrich Harkort, un industrial y político alemán, le encantó la idea y trató de que el público se interesara. Vio grandes ventajas para el transporte de carbón a la región recientemente industrializada dentro y alrededor del valle del Wupper. Harkort tenía su propia fábrica de acero en Elberfeld y construyó un tramo de demostración del sistema Palmer en 1826, en los terrenos de lo que hoy es la oficina de impuestos de Wuppertal, con el fin de llamar la atención del público para su planeado ferrocarril.
El 9 de septiembre de 1826, los concejales de Elberfeld se reunieron para discutir el uso de un "tren de Palmer" desde la región del Ruhr, Hinsbeck o Langenberg al valle del Wupper, Elberfeld, conectando las fábricas de Harkort. Friedrich Harkort inspeccionó la ruta proyectada con un agrimensor y un concejal. Los planes no prosperaron debido a las protestas del ramo de transporte y de los propietarios de las fábricas que no estaban en las rutas.
En 1887 las ciudades de Elberfeld y Barmen formaron una comisión para la construcción de un tren elevado o Hochbahn. En 1894 eligieron el sistema del ingeniero Eugen Langen de Colonia, y en 1896 la orden fue autorizada por la ciudad de Düsseldorf. En 2003, la Oficina del Patrimonio del Rin (Rheinische Amt für Denkmalpflege des Landschaftsverbandes Rheinland o LVR) anunció el descubrimiento de una sección original del tramo de demostración del Wuppertaerl Schwebebahn.
La construcción del actual Schwebebahn comenzó en 1898, supervisada por el jefe de obras del gobierno, Wilhelm Feldmann. El 24 de octubre de 1900, Guillermo II, emperador de Alemania, hizo un viaje de prueba con el monorriel.
En 1901 el ferrocarril entró en operación. Se inauguró en secciones: la línea de Kluse al Zoo/Stadion se abrió el 1 de marzo, la línea hasta la terminal oeste en Vohwinkel se inauguró el 24 de mayo, mientras que la línea hasta la terminal este en Oberbarmen no se abrió hasta el 27 de junio de 1903. Se usaron alrededor de 19.200 toneladas de acero para producir la estructura de soporte y las estaciones del tren. La construcción costó 16 millones de marcos de oro. Desde que fue inaugurado, este ferrocarril solo ha dejado de funcionar una vez a causa de los graves daños producidos durante la Segunda Guerra Mundial, pero fue reabierto en 1946.
|                                                |
| Construcción del Wuppertaler_Schwebebahn, 1900 |

|                                       |
| La estación de Werther Brücke en 1913 |

|                                                |
| El Schwebebahn cruza una intersección en 2004. |

|                              |
| Un tren en Wuppertal en 2010 |

|                                     |
| El Kaiserwagen (tren del Emperador) |

### Modernización actual
El Schwebebahn transporta en la actualidad 82.000 pasajeros por día a través de la ciudad. Desde 1997, la estructura de soporte se ha modernizado en gran medida, y un gran número de estaciones se han reconstruido y actualizado técnicamente. La parada "Kluse", en el teatro de Elberfeld, había sido destruida durante la Segunda Guerra Mundial, y también fue reconstruida durante la modernización. Se preveía que el trabajo se completaría en 2001, pero un grave accidente, que tuvo lugar en 1999, dejó cinco muertos y 47 heridos. Esto, junto con los problemas de entrega, hizo que se retrasara la fecha de finalización. En 2004 el costo de los trabajos de reconstrucción se incrementó de 250 millones a 390 millones de euros.
El 15 de diciembre de 2009, el Schwebebahn suspendió sus operaciones por razones de seguridad: varias de las viejas estructuras de soporte necesitaban ser renovadas, un proceso que fue completado el 19 de abril de 2010.
En 2012, el Schwebebahn fue cerrado por periodos importantes para actualizar la línea. Fue cerrado del 7 de julio al 21 de agosto, del 6 al 22 de octubre, y los fines de semana de septiembre (15/16) y noviembre (10/11). La modernización fue completada y la línea reanudó sus operaciones el 19 de agosto de 2013.
El 10 de noviembre de 2011, Wuppertaler Stadtwerke (Talleres municipales de Wuppertal) firmaron un contrato con Vossloh Kiepe para proveer 31 nuevos vagones articulados que reemplaran a aquellos construidos en la década de 1970. Los nuevos vagones fueron construidos en Valencia, España. Cuando estos nuevos vagones fueron introducidos, se elevó la alimentación de 600 a 750 V.

## Tecnología

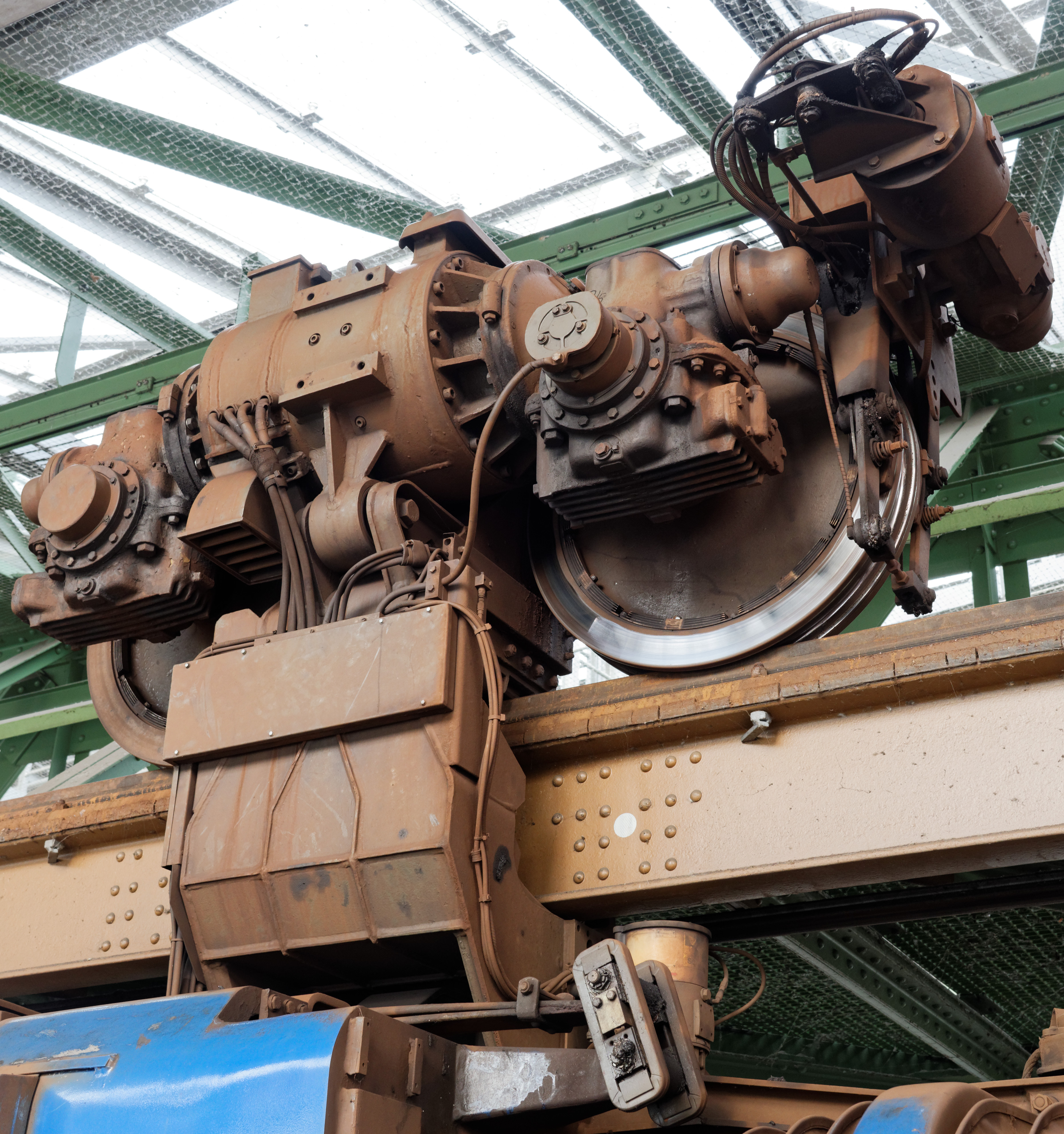
Detalles de la suspensión, ruedas y los motores.

Se trata de un tren monorriel suspendido de un armazón de acero. Los coches cuelgan sobre ruedas que son impulsadas por motores eléctricos que operan a 600 voltios CC, alimentados por un riel adicional. El armazón de la estructura y las vías están hechas de 486 pilares y secciones de puentes. Los terminales en cada extremo de la línea también sirven para estacionamiento de trenes y como inversores. El parque actual se compone de 27 trenes de dos coches construidos en la década de 1970. Los coches tienen 24 metros de largo y 4 puertas. Un coche posee 48 asientos y tiene cabida para aproximadamente 130 pasajeros de pie. La velocidad máxima es de 60 km/h y la velocidad media es de 27 km/h.
El Kaiserwagen (tren del emperador), el tren original utilizado por el emperador Guillermo II durante un viaje de prueba el 24 de octubre de 1900, circula en ocasiones especiales y para eventos turísticos.
|                            |
| Estación de Werther Brücke |

|                      |
| Estación Zoo/Stadion |

|                               |
| Estación de Sonnborner Straße |

## Estaciones

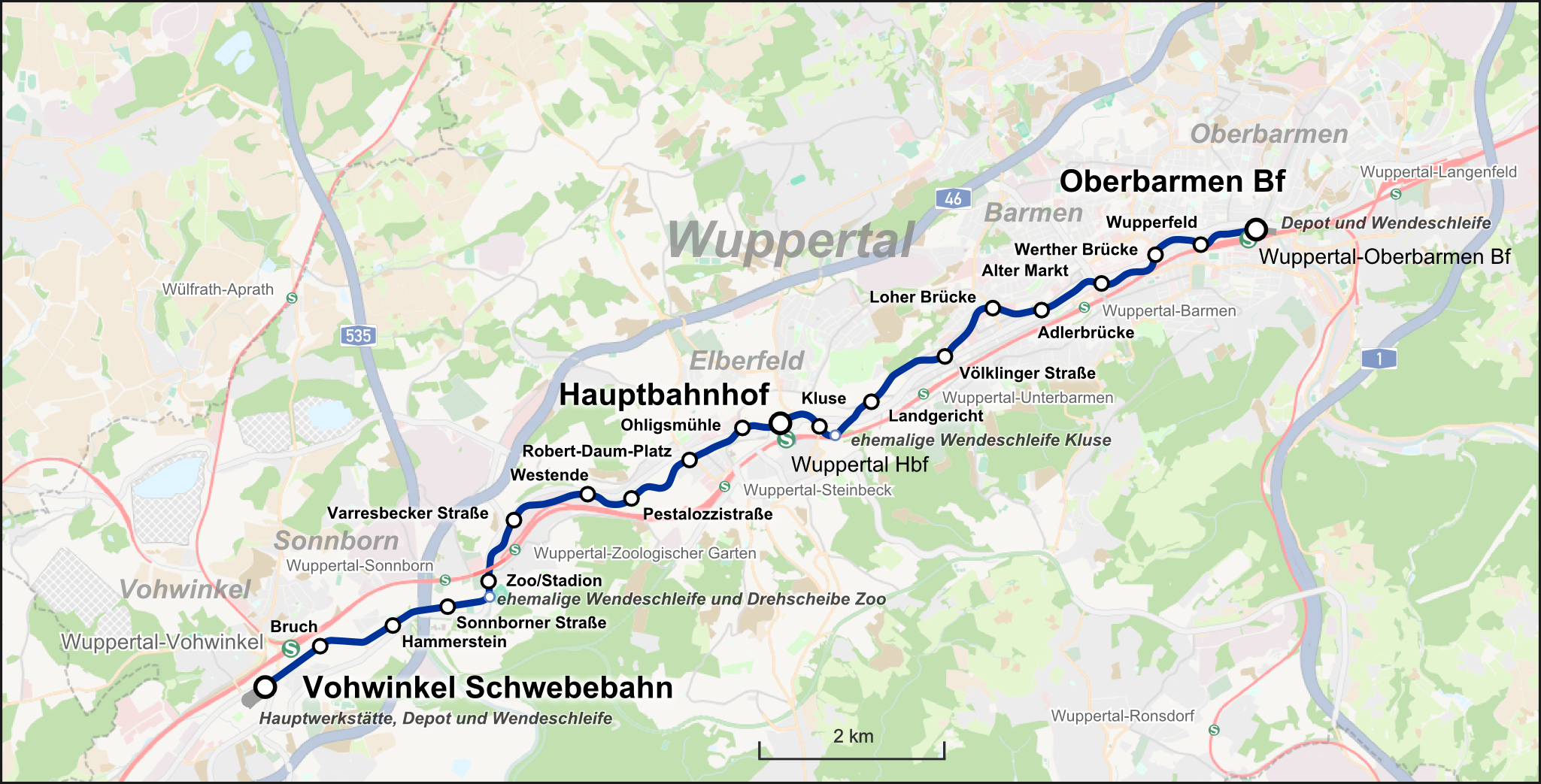
Estaciones.

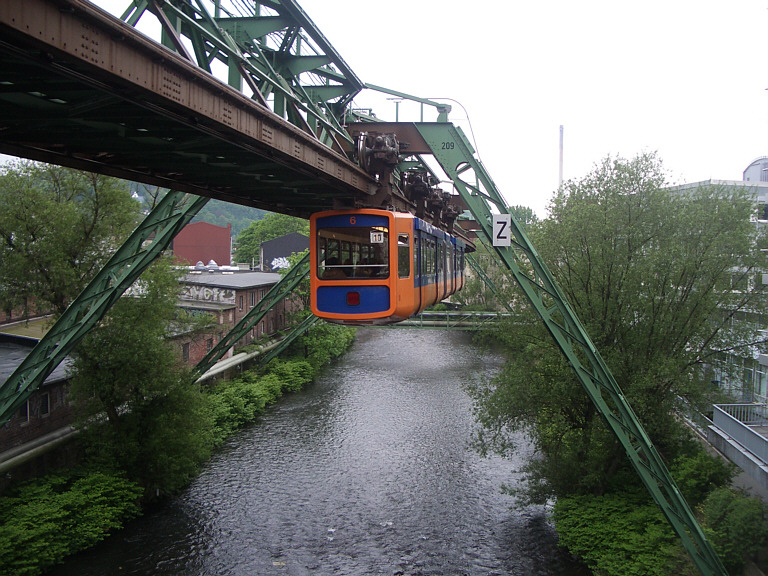
Tren sobre el río Wupper.

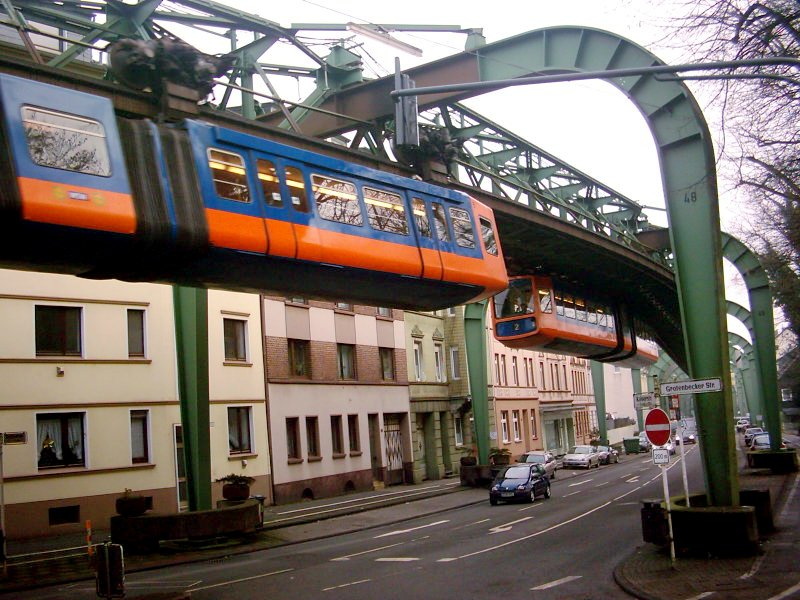

- Oberbarmen - Terminal del Este
- Wupperfeld
- Werther Brücke
- Alter Markt
- Adlerbrücke
- Loher Brücke
- Völklinger Straße
- Landgericht
- Kluse
- Hauptbahnhof
- Ohligsmühle
- Robert-Daum-Platz
- Pestalozzistrasse
- Westende
- Varresbecker Straße
- Zoo/Stadion
- Sonnborner Straße
- Hammerstein
- Bruch
- Vohwinkel - Terminal del Oeste

## Accidentes

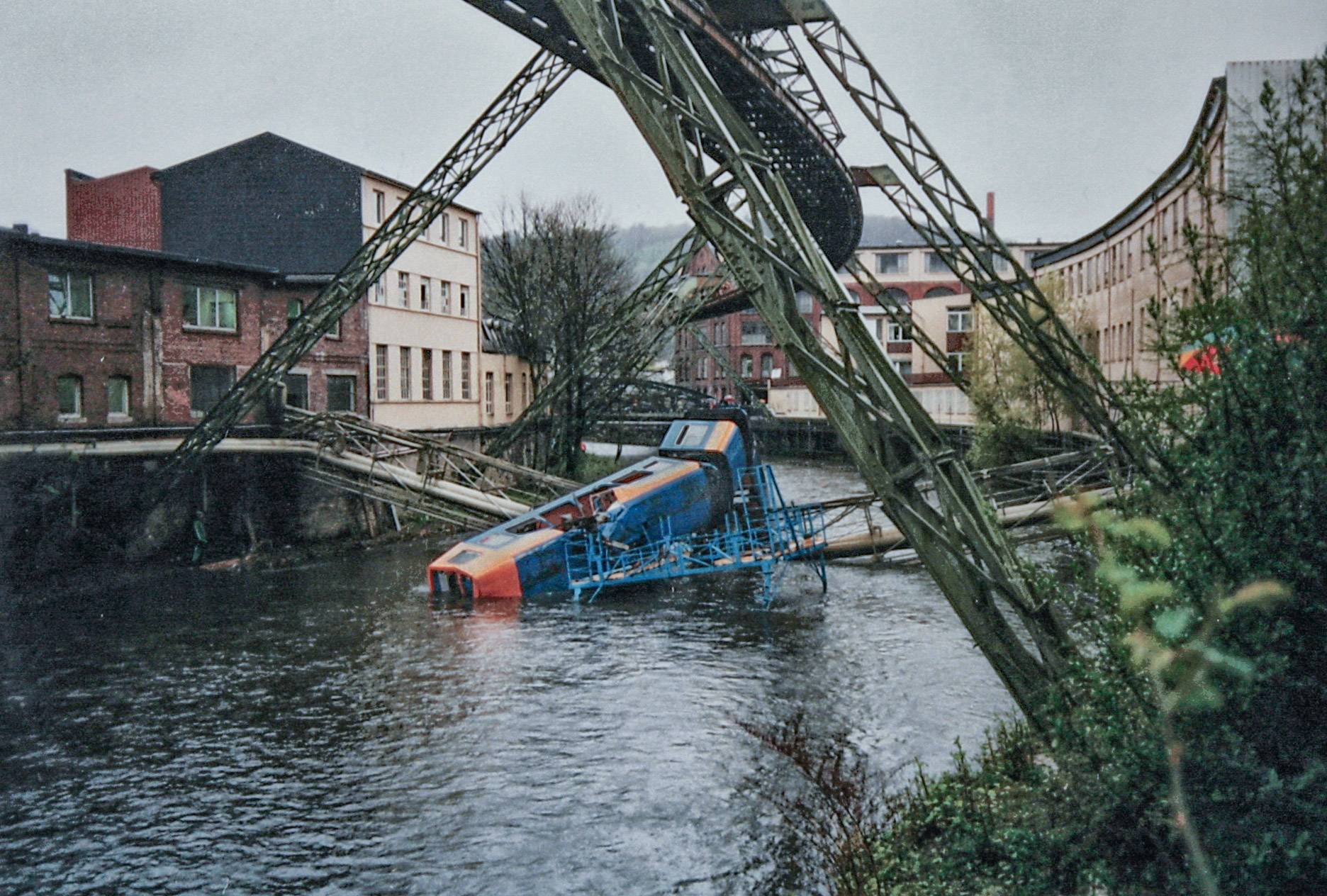
Accidente del 12 de abril de 1999, cerca de la estación Robert-Daum-Platz.

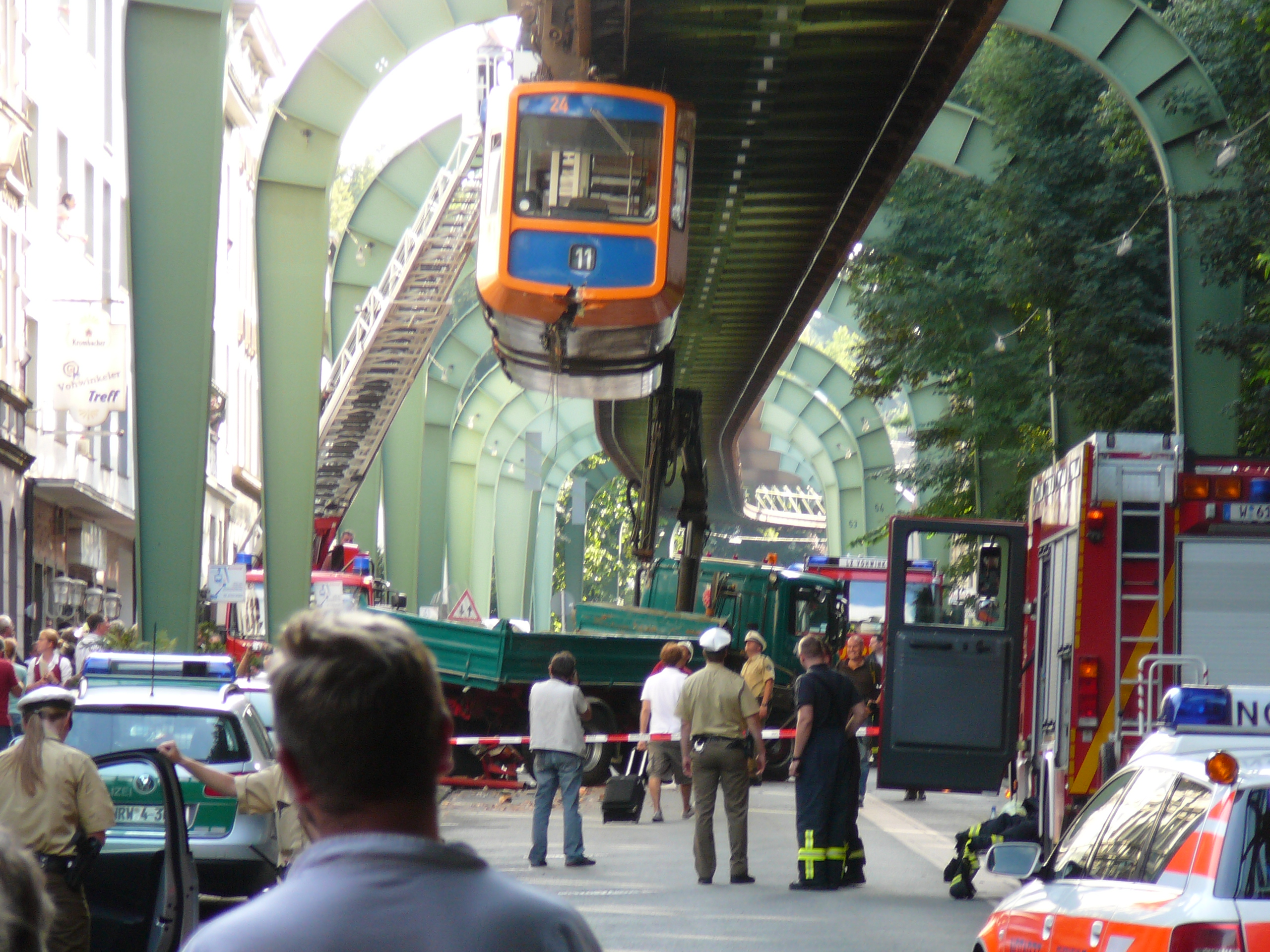
Colisión con una grúa cerca de la estación Hammerstein, 5 de agosto de 2008.

15 de enero de 1917
Ese día, un tren embistió por detrás a otro que se había detenido inesperadamente entre Oberbarmen y Wupperfeld. El tren estuvo a punto de caerse y hubo dos heridos leves. Posteriormente, se creó un dispositivo de seguridad para hacer los descarrilamientos casi imposibles.
21 de julio de 1950
El Circo Althoff orquestó una maniobra publicitaria que consistía en poner un elefante bebé en el tren en la estación de Alter Markt. Como el elefante comenzó a sacudirse durante el viaje, se cayó del coche en el río Wupper. El elefante, dos periodistas y un pasajero resultaron con heridas leves. Después de eso, al elefante le llamaron Tuffi, que significa 'saltador' o 'clavadista' en italiano. Tanto al domador como al director del circo les multaron después del incidente. Actualmente, en la pared de un edificio en el lugar del accidente (entre las estaciones de Alter Markt y Adlerbrücke) hay un mural de un elefante saltando.
11 de septiembre de 1968
Ese día, un camión chocó contra un pilar y causó que un tramo de la vía se desplomara, afortunadamente, en ese momento no circulaban trenes en el sector. Este incidente dio lugar a que se construyeran muros de hormigón en los anclajes de los pilares.
25 de marzo de 1997
Una falla técnica provocó un choque en la terminal de Oberbarmen, entre la estructura y el Kaiserwagen. Hubo 14 heridos, pero el tren no se descarriló.
12 de abril de 1999
El único accidente mortal del Schwebebahn ocurrió cerca de la Robert-Daum-Platz durante las obras de mantenimiento en la madrugada del 12 de abril de 1999. Uno de los trabajadores se olvidó de quitar una cuña de metal de la vía tras terminar el trabajo nocturno. El primer tren del día hacia el este golpeó la cuña a una velocidad de unos 50 km/h, descarriló y cayó desde unos 10 metros al río Wupper, matando a 5 personas y dejando 49 heridos. El rescate duró tres días y noches. Ocho semanas después, el Schwebebahn volvió a funcionar. El costo de las reparaciones fue de aproximadamente 8 millones de marcos alemanes.
El procedimiento judicial a raíz del accidente puso de relieve que el desastre no lo causaron fallas técnicas o del sistema, sino la negligencia de los trabajadores que se habían retrasado en su horario de trabajo durante la noche anterior y se fueron del lugar a toda prisa 10 minutos antes de que el tren partiera desde el galpón. También contribuyó la falta de control de los supervisores del sitio.
El Tribunal de Distrito de Wuppertal absolvio de todos los cargos al Gerente de Obras, a cargo de la seguridad, y a los trabajadores involucrados. Empero, sí condenaron al personal de supervisión por haber descuidado sus deberes de control, por homicidio involuntario en 5 casos y lesiones por negligencia en 37 casos, pero les dejaron en libertad condicional con el veredicto 4 StR 289/01, fechado 31 de enero de 2002.
5 de agosto de 2008
El Schwebebahn chocó con una grúa de mercancías que, por llevar el brazo alzado, provocó una grieta de 10 metros de longitud en la superficie del primer vagón. El conductor del camión resultó gravemente herido, mientras que atendieron al conductor del tren y algunos pasajeros que quedaron conmocionados.
17 de octubre de 2013
Una sección del riel de alimentación de 100 m de largo cayó desde la vía a la Ruta Federal 7, dañando varios autos estacionados y forzando a cerrar la carretera. El cuartel de bomberos de la ciudad debió rescatar a 70 pasajeros del tren detenido. Afortunadamente, no hubo heridos.

## En la literatura
El Schwebebahn se alude en la novela utópica Altneuland de Theodor Herzl. Para Herzl, el Schwebebahn era la forma ideal de transporte urbano, y se imaginó un monorriel construido con su estilo en Haifa.

## En las películas
Rüdiger Vogler y Yella Rottländer viajan en el Schwebebahn en la película de 1974 dirigida por Wim Wenders, Alicia en las ciudades (Alice in den Städten). También aparece en el filme del año 2000 La princesa y el guerrero (Der Krieger und die Kaiserin) de Tom Tykwer.
El Schwebebahn es a la vez objeto y título del trabajo de vídeo realizado por Darren Almond. Producido en 1995, Schwebebahn es el primero de tres vídeos que constituyen su trilogía ferroviaria.

## En otras ficciones
Algunos de los eventos en la historieta franco-belga Le Feu de Wotan (1984), de la serie Yoko Tsuno, tienen lugar en el Schwebebahn.
La serie de televisión Los Thunderbirds nunca menciona el nombre de Wuppertal, pero a menudo las características de alta velocidad de los trenes que circulan en carriles suspendidos son de un estilo similar al Schwebebahn.
El desenlace del episodio "Voy a llegar en algún momento" de la serie de 1972 El aventurero, tiene lugar en este ferrocarril.
En la ciudad ficticia en la que transcurre el anime Midori no Hibi se puede ver un tren suspendido similar.